# Alőr
Alőr (románul Urișor, németül Felsendorf) falu Romániában Kolozs megyében, a Mezőségben.
Első írásos említése 1405-ből való. Nevének változatai: 1405-ben Alewr, 1582-ben Also-Eör, 1750-ben All-Őr, 1857-ben Alőr és Alsó-Őr. A trianoni békeszerződés előtt Belső-Szolnok vármegye Kackói járásához tartozott. A 18. századtól kezdődően a faluban jelentős létszámú zsidó közösség élt; 1807-ben templomot is avattak. 1818-ban egy Binder nevű alőri zsidó vállalkozó tervet nyújtott be egy a Szamos feletti híd építésére, amely Dés és Alőr közötti összeköttetést biztosította volna, az akkor működő komp helyett. Binder felajánlotta a híd építéséhez szükséges összeget, de tervét elutasították. A faluban található zöldes trachittufát építészeti célokra bányászták.
A településnek 1910-ben 675 román és német lakosa volt, 1956-ban 850.